# Sungai Pinang (Koto XI Tarusan)
Sungai Pinang is een bestuurslaag in het regentschap Zuid-Pesisir van de provincie West-Sumatra, Indonesië. Sungai Pinang telt 1332 inwoners (volkstelling 2010).